# Haute Société (film, 1933)
Pour les articles homonymes, voir Haute société.
Pour plus de détails, voir Fiche technique et Distribution.
Haute Société (Our Betters) est un film américain réalisé par George Cukor, sorti en 1933.

## Synopsis
Une américaine fortunée découvre le jour de son mariage que son mari, un aristocrate anglais, l'a épousée pour sa fortune et aime une autre femme. Elle va devenir la coqueluche de Londres, désabusée, cynique, manipulatrice.

## Fiche technique
- Titre original : Our Betters
- Titre français : Haute Société
- Réalisation : George Cukor
- Scénario : Jane Murfin, d'après une pièce de W. Somerset Maugham
- Producteur : David O. Selznick
- Société de production : RKO
- Musique : Bernhard Kaun, Roy Webb
- Directeur de la photographie : Charles Rosher
- Montage : Jack Kitchin
- Direction artistique : Van Nest Polglase
- Décors : Hobe Erwin
- Costumes : Hattie Carnegie
- Pays d'origine :  États-Unis
- Langue : anglais
- Couleur : noir et blanc
- Son : mono (RCA Photophone System)
- Format : 1,37:1
- Genre : drame
- Durée : 83 minutes
- Dates de sortie : 
  - États-Unis : 23 février 1933
  - France : 16 novembre 1934

## Distribution
- Constance Bennett : Lady Pearl Grayston
- Violet Kemble-Cooper : Duchesse Minnie
- Phoebe Foster : Princesse Flora
- Charles Starrett : Fleming Harvey
- Grant Mitchell : Thornton Clay
- Anita Louise : Bessie Saunders
- Gilbert Roland : Pepi D'Costa
- Minor Watson : Arthur Fenwick
- Hugh Sinclair : Lord Harry Bleane
- Alan Mowbray : Lord George Grayston
- Harold Entwistle : Pole

Acteurs non crédités (liste partielle)
- Finis Barton : Diana, la maîtresse de George
- May Beatty : Duchesse de Hightower
- Tyrell Davis : Ernest